# 6295 Schmoll
6295 Schmoll este un asteroid din centura principală de asteroizi.

## Descriere
6295 Schmoll este un asteroid din centura principală de asteroizi. A fost descoperit pe 11 februarie 1988 la Observatorul La Silla de Eric Walter Elst. El prezintă o orbită caracterizată de o semiaxă mare de 2,34 ua, o excentricitate de 0,20 și o înclinație de 3,2° în raport cu ecliptica.